# Rugby-League-Weltmeisterschaft 1989–1992
Die zehnte Rugby-League-Weltmeisterschaft fand von 1989 bis 1992 ohne festen Austragungsort statt. Im Finale gewann Australien 10:6 gegen Großbritannien und gewann damit die WM zum siebten Mal.

## Ergebnisse

### 1989
| 23. Juli | Neuseeland | 14 : 22 | Australien | Mount Smart Stadium, Auckland Zuschauer: 15.000 Schiedsrichter: Ray Tennant |
| 23. Juli | Bericht    |         |            | Mount Smart Stadium, Auckland Zuschauer: 15.000 Schiedsrichter: Ray Tennant |

| 11. November | Vereinigtes Königreich | 10 : 6 | Neuseeland | Central Park, Wigan Zuschauer: 20.346 Schiedsrichter: Greg McCallum |
| 11. November | (10:6) Bericht         |        |            | Central Park, Wigan Zuschauer: 20.346 Schiedsrichter: Greg McCallum |

| 3. Dezember | Frankreich | 0 : 34 | Neuseeland | Stade d’Albert Domec, Carcassonne Zuschauer: 4.208 Schiedsrichter: Robin Whitfield |
| 3. Dezember | Bericht    |        |            | Stade d’Albert Domec, Carcassonne Zuschauer: 4.208 Schiedsrichter: Robin Whitfield |

### 1990
| 2. Juni | Papua-Neuguinea | 8 : 40 | Vereinigtes Königreich | Lloyd Robson Oval, Port Moresby Zuschauer: 7.837 Schiedsrichter: Dennis Hale |
| 2. Juni | (0:40) Bericht  |        |                        | Lloyd Robson Oval, Port Moresby Zuschauer: 7.837 Schiedsrichter: Dennis Hale |

| 27. Juni | Australien | 34 : 2 | Frankreich | Pioneer Oval, Parkes Zuschauer: 12.384 Schiedsrichter: Graham Ainui |
| 27. Juni | Bericht    |        |            | Pioneer Oval, Parkes Zuschauer: 12.384 Schiedsrichter: Graham Ainui |

| 15. Juli | Neuseeland     | 21 : 18 | Vereinigtes Königreich | Queen Elizabeth II Park, Christchurch Zuschauer: 3.133 Schiedsrichter: Bill Harrigan |
| 15. Juli | (18:6) Bericht |         |                        | Queen Elizabeth II Park, Christchurch Zuschauer: 3.133 Schiedsrichter: Bill Harrigan |

| 11. August | Papua-Neuguinea | 10 : 18 | Neuseeland | Lloyd Robson Oval, Port Moresby Zuschauer: 7.837 Schiedsrichter: Bill Harrigan |
| 11. August | Bericht         |         |            | Lloyd Robson Oval, Port Moresby Zuschauer: 7.837 Schiedsrichter: Bill Harrigan |

| 27. Oktober | Australien    | 14 : 0 | Vereinigtes Königreich | Elland Road, Leeds Zuschauer: 32.500 Schiedsrichter: Alain Sablayrolles |
| 27. Oktober | (4:0) Bericht |        |                        | Elland Road, Leeds Zuschauer: 32.500 Schiedsrichter: Alain Sablayrolles |

| 9. Dezember | Frankreich     | 10 : 34 | Australien | Stade Gilbert Brutus, Perpignan Zuschauer: 3.428 Schiedsrichter: John Holdsworth |
| 9. Dezember | (4:20) Bericht |         |            | Stade Gilbert Brutus, Perpignan Zuschauer: 3.428 Schiedsrichter: John Holdsworth |

### 1991
| 27. Januar | Frankreich      | 10 : 45 | Vereinigtes Königreich | Stade Gilbert Brutus, Perpignan Zuschauer: 3.965 Schiedsrichter: Greg McCallum |
| 27. Januar | (10:31) Bericht |         |                        | Stade Gilbert Brutus, Perpignan Zuschauer: 3.965 Schiedsrichter: Greg McCallum |

| 23. Juni | Neuseeland     | 32 : 10 | Frankreich | Rugby League Park, Christchurch Zuschauer: 2.000 Schiedsrichter: Graham Ainui |
| 23. Juni | (12:8) Bericht |         |            | Rugby League Park, Christchurch Zuschauer: 2.000 Schiedsrichter: Graham Ainui |

| 7. Juli | Papua-Neuguinea | 18 : 20 | Frankreich | Danny Leahy Oval, Goroka Zuschauer: 11.485 Schiedsrichter: Colin Morris |
| 7. Juli | Bericht         |         |            | Danny Leahy Oval, Goroka Zuschauer: 11.485 Schiedsrichter: Colin Morris |

| 31. Juli 20:00 | Australien     | 40 : 12 | Neuseeland | Lang Park, Brisbane Zuschauer: 29.139 Schiedsrichter: John Holdsworth |
| 31. Juli 20:00 | (18:6) Bericht |         |            | Lang Park, Brisbane Zuschauer: 29.139 Schiedsrichter: John Holdsworth |

| 6. Oktober | Papua-Neuguinea | 6 : 40 | Australien | Danny Leahy Oval, Goroka Zuschauer: 13.000 Schiedsrichter: Dennis Hale |
| 6. Oktober | Bericht         |        |            | Danny Leahy Oval, Goroka Zuschauer: 13.000 Schiedsrichter: Dennis Hale |

| 9. November | Vereinigtes Königreich | 56 : 4 | Papua-Neuguinea | Central Park, Wigan Zuschauer: 4.193 Schiedsrichter: Bill Harrigan |
| 9. November | Bericht                |        |                 | Central Park, Wigan Zuschauer: 4.193 Schiedsrichter: Bill Harrigan |

| 24. November | Frankreich | 28 : 14 | Papua-Neuguinea | Stade d’Albert Domec, Carcassonne Zuschauer: 1.440 Schiedsrichter: Colin Morris |
| 24. November | Bericht    |         |                 | Stade d’Albert Domec, Carcassonne Zuschauer: 1.440 Schiedsrichter: Colin Morris |

### 1992
| 7. März | Vereinigtes Königreich | 36 : 0 | Frankreich | The Boulevard, Hull Zuschauer: 5.250 Schiedsrichter: Eddie Ward |
| 7. März | (12:0) Bericht         |        |            | The Boulevard, Hull Zuschauer: 5.250 Schiedsrichter: Eddie Ward |

| 3. Juli 20:05 | Australien    | 16 : 10 | Vereinigtes Königreich | Lang Park, Brisbane Zuschauer: 32.313 Schiedsrichter: Dennis Hale |
| 3. Juli 20:05 | (8:4) Bericht |         |                        | Lang Park, Brisbane Zuschauer: 32.313 Schiedsrichter: Dennis Hale |

| 5. Juli | Neuseeland | 66 : 10 | Papua-Neuguinea | Mount Smart Stadium, Auckland Zuschauer: 3.000 Schiedsrichter: Greg McCallum |
| 5. Juli | Bericht    |         |                 | Mount Smart Stadium, Auckland Zuschauer: 3.000 Schiedsrichter: Greg McCallum |

| 15. Juli 20:00 | Australien    | 36 : 14 | Papua-Neuguinea | Townsville Sports Reserve, Townsville Zuschauer: 12.470 Schiedsrichter: Dennis Hale |
| 15. Juli 20:00 | (8:0) Bericht |         |                 | Townsville Sports Reserve, Townsville Zuschauer: 12.470 Schiedsrichter: Dennis Hale |

### Abschlusstabelle
| Platz | Mannschaft             | Spiele | G' | U | V | P+  | P-  | Diff. | Punkte |
| ----- | ---------------------- | ------ | -- | - | - | --- | --- | ----- | ------ |
| 1     | Australien             | 8      | 8  | 0 | 0 | 236 | 68  | +168  | 16     |
| 2     | Vereinigtes Königreich | 8      | 5  | 0 | 3 | 215 | 79  | +136  | 10     |
| 3     | Neuseeland             | 8      | 5  | 0 | 3 | 203 | 120 | +83   | 10     |
| 4     | Frankreich             | 8      | 2  | 0 | 6 | 80  | 247 | −167  | 4      |
| 5     | Papua-Neuguinea        | 8      | 0  | 0 | 8 | 84  | 304 | −220  | 0      |

### Finale
| 24. Oktober | Vereinigtes Königreich | 6 : 10 | Australien | Wembley Stadium, London Zuschauer: 73.631 Schiedsrichter: Dennis Hale |
| 24. Oktober | (6:4) Bericht          |        |            | Wembley Stadium, London Zuschauer: 73.631 Schiedsrichter: Dennis Hale |